# Aski, Sindgi
Aski là một làng thuộc tehsil Sindgi, huyện Bijapur, bang Karnataka, Ấn Độ.